# Le Rousset-Marizy
Le Rousset-Marizy es una comuna nueva francesa situada en el departamento de Saona y Loira, de la región de Borgoña-Franco Condado.

## Historia
Fue creada el 1 de enero de 2016, en aplicación de una resolución del prefecto de Saona y Loira de 21 de diciembre de 2015 con la unión de las comunas de Le Rousset y Marizy, pasando a estar el ayuntamiento en la antigua comuna de Marizy.

## Demografía
| Gráfica de evolución demográfica de Le Rousset-Marizy entre 1800 y 2013 |
|                                                                         |

Los datos entre 1800 y 2013 son el resultado de sumar los parciales de las dos comunas que forman la nueva comuna de Le Rousset-Marizy, cuyos datos se han cogido de 1800 a 1999, para las comunas de Le Rousset y Marizy de la página francesa EHESS/Cassini. Los demás datos se han cogido de la página del INSEE.

## Composición
| Comuna delegada | Código INSEE | Población (2013) | Superficie (km²) | Densidad (hab./km²) |
| --------------- | ------------ | ---------------- | ---------------- | ------------------- |
| Le Rousset      | 71375        | 250              | 24.74            | 10                  |
| Marizy          | 71279        | 451              | 30.75            | 15                  |